# Puertoricoparakit
Puertoricoparakit (Psittacara maugei) är en utdöd fågelart i familjen västpapegojor inom ordningen papegojfåglar.

## Utbredning och systematik
Arten förekom tidigare endemiskt på Puerto Rico och ön Mona Island, men dog ut på Puerto Rico i mitten av 1800-talet och Mona Island 1892. Tidigare behandlades den som underart till hispaniolaparakit (P. chloropterus), men efter en studie från 2016 urskiljs den nu som egen art. Internationella naturvårdsunionen IUCN har dock ännu inte erkänt den, varför den inte formellt kategoriserar arten som utdöd.

### Släktestillhörighet
Puertoricoparakiten beskrevs ursprungligen i släktet Aratinga, men genetiska studier visar att arterna som traditionellt placeras där inte är varandras närmaste släktingar. Aratinga har därför delats upp i flera mindre släkten, där hispaniolaparakiten med släktingar lyfts ut till Psittacara.

## Namn
Fågelns vetenskapliga artnamn hedrar René Maugé de Cely (död 1802), fransk zoolog och samlare av specimen i bland annat Västindien 1796-1798.